# Panoptikon (butik)
 For alternative betydninger, se Panoptikon. (Se også artikler, som begynder med Panoptikon)
Panoptikon var navnet på en 8mm-butik, der fra midten af 1970'erne til den 9. maj 1981 lå på Lille Triangel i København. Den solgte film på 8mm, både komplette film og forkortede versioner på typisk 10-20 minutter.
Eftersom man endnu ikke kunne få film på hjemmevideo, var Panoptikon som landets eneste 8mm-specialbutik noget af et kulturelt mekka for danske filmentusiaster.
Butikken var ejet af Jakob Stegelmann, som normalt selv stod bag disken. Butikken dannede også centrum for hans publikation af bladet Filmsamleren (1975-1984).

## Fodnoter
1. ↑  Proxima Plus nr. 8, 1981

|  | Denne artikel kan blive bedre, hvis der indsættes geografiske koordinater Denne artikel omhandler et emne, som har en geografisk lokation. Du kan hjælpe ved at indsætte koordinater i wikidata. |